# Орландия (вымышленное королевство)
Орландия (Арченланд, Аркенлэнд, англ. Archenland) — вымышленная страна, союзник Нарнии, расположенная к югу от неё.

## География
Орландия – небольшая страна, расположенная в основном в горах. Её граница с Нарнией также состоит из горной цепи. В этой стране находится проход в Тельмар через горы на запад. C юга государство отделено от Калормена Великой пустыней и рекой под названием Извилистая Стрела. На востоке Орландия имеет выход в Великое Восточное море. Одна из гор – гора Пир, двуглавая вершина, ориентируясь на которую можно пройти из Калормена в Орландию. На горных склонах жители страны выращивают виноград, из которого делают крепкое вино. Единственный известный город Орландии Анвард является её столицей.

## История
Когда Аслан ещё только создал Нарнию, в неё попали английский кэбмен и его жена, которые стали первыми правителями Нарнии — Фрэнком (Франциском) I и Еленой. Все жители Орландии — их потомки. В 180 году Коль, сын Фрэнка VI, увёл часть людей из Нарнии в долину между Орландскими горами и создал Орландское королевство, став его первым королём.
В 204 году в Орландии произошло восстание, которое, однако, было подавлено, а мятежников отправили в Великую Пустыню, где они создали собственное государство — Тархистан. Тархистанцы поддерживали дружественные отношения с орландцами вплоть до 1014 года. В 407 году король Олвин бросил вызов двухголовому великану Пайру. В поединке победу одержал Олвин, а чудовище превратилось в гору с двумя вершинами. Несколько позже Олвин женился на леди Лилн.
В 1000 году у тогдашнего короля Лума родилось два сына — Корин и Кор. Их отнесли к кентавру-пророку, который сказал, что в будущем Кор спасёт Орландию и Нарнию, что очень не понравилось лорду-канцлеру Бару, который отправил мальчика в Тархистан, где его приютил рыбак Аршиш.
В 1014 году Тархистанскую империю посетили нарнийцы, в числе которых была Сьюзен Певенси, которая понравилась принцу Рабадашу. Однако Сьюзен не отвечала на его ухаживания и Рабадаш решил взять её в жёны насильно, но она сбежала из Тархистана со всеми нарнийцами, находившимися при ней. В ответ Рабадаш решает разорить Орландию и Нарнию. Его армия в составе 200 кавалеристов начинает наступление на столицу Орландии, рассчитывая застать Лума врасплох. Кор узнаёт об этом и сообщает об этом королям Луму и Эдмунду. В результате армия тархистанцев была уничтожена в ходе битвы при Анварде. Нарнийско-Тархистанский конфликт завершился.
Около 2303 года там правил король Нейн. О дальнейшей судьбе Орландии ничего не известно.

## Отношения с другими странами
- Орландия всегда была союзником Нарнии, ведь династия королей Орландии восходит от династии первых королей Нарнии. Интересно, что короли Орландии никогда не претендовали на престол Нарнии после завоевания её Тельмаром, однако доктор Корнелиус рассчитывает, что король Орландии приютит Каспиана, что говорит о том, что страна не была захвачена Тельмаром.
- Не известно, как Орландия отреагировала на вторжение Белой Колдуньи, но династия и страна остались несокрушенными.
- Во время царствования Рабадаша-Отца тархистанцы внезапно напали на Орландию, но потерпели поражение в Битве при Анварде в 1014 году.
- Тириан после сведений о падении столицы планировал отослать Юстэса и Джил к королю Орландии, а позже укрыться в южных лесах и партизанить.

## Список правителей
| Правитель/Правители | Годы царствования |
| ------------------- | ----------------- |
| Коль Нарнийский     | 180 — ?           |
| Олвин               | 407 — ?           |
| Лум                 | около 1015 года   |
| Кор и Аравита       | ?- 1050 год       |
| Рам Великий         | 1050 — ?          |
| Нэйн                | около 2303 года   |